# Cuz I Love You
Cuz I Love You —traducible al español: Porque te amo— es el tercer álbum de estudio de la cantante y compositora estadounidense Lizzo, lanzado el 19 de abril de 2019 bajo el sello de Atlantic Records. Todas las canciones del disco fueron compuestas por Lizzo, y su contenido lírico abarca temas como el empoderamiento, la aceptación de la imagen corporal, los problemas de una relación amorosa y vivir despreocupadamente. Musicalmente, contiene elementos de géneros musicales como el pop, el funk, el R&B, el soul y el hip hop.
El álbum fue aclamado por la crítica, quienes alabaron la versatilidad de Lizzo para combinar distintos géneros musicales. Varios medios como las revistas Billboard y Rolling Stone lo consideraron uno de los mejores álbumes del 2019 y de los años 2010. Asimismo, ganó el galardón a Álbum del Año en los Soul Train Music Awards y al Mejor Álbum Urbano Contemporáneo en los Premios Grammy de 2020, además de estar nominado como Álbum del Año. En términos comerciales, Cuz I Love You alcanzó la cuarta posición del Billboard 200 y fue el vigésimo álbum más exitoso de los Estados Unidos durante el 2019, además de haber obtenido un disco de oro por 500 mil unidades vendidas en el país.

## Recepción

### Comentarios de la crítica
Cuz I Love You fue aclamado por la crítica especializada. En el sitio Metacritic recibió una puntuación de 84 sobre 100 basado en 24 reseñas. La escritora Natty Kasambala de la revista NME le otorgó una calificación perfecta de cinco estrellas y dijo que la producción es «impecable» y que «con su tercer álbum cargado de himnos de autoaceptación, Lizzo demuestra que es la genuina y compleja estrella del pop que el mundo necesita». Heather Phares de Allmusic le dio una calificación de 4.5 estrellas sobre 5, alabó la voz de la artista y aseguró que «con su debut en un gran sello discográfico, Lizzo lleva todas sus habilidades hasta el siguiente nivel, y el resultado es su mejor y más consistente colección de canciones hasta ahora».
Por otro lado, Rob Sheffield de Rolling Stone le otorgó 4 estrellas de 5 y expresó que el álbum «no tiene relleno, sino que son 33 minutos cargados de twerk, himnos de aceptación hip hop, desgarradoras baladas soul y algunos momentos donde Lizzo se luce con sus gloriosos solos de flauta». Neil McCormick de The Telegraph le dio una calificación perfecta de cinco estrellas y describió el canto de la artista como «tremendo, expresivo y gigante, con un rico y extenso tono», además de alabar la producción, la letra de las canciones, la seguridad de Lizzo y la variedad de géneros.

### Recibimiento comercial
En los Estados Unidos, Cuz I Love You debutó en la posición seis del Billboard 200 con 41 mil unidades vendidas, de las cuales, 24 mil fueron copias puras. Con ello, fue el primer álbum de Lizzo en ingresar al listado. Semanas después, gracias al aumento de popularidad de «Truth Hurts», fue lanzada una versión de lujo que incluyó dicha canción, lo cual provocó que el álbum ascendiera hasta el puesto cuatro, siendo su mejor posición. La Recording Industry Association of America (RIAA) lo certificó con disco de oro por exceder las 500 mil unidades vendidas. Con ello, Cuz I Love You fue el vigésimo álbum más exitoso del 2019 en el país. En Canadá logró la séptima posición de su listado semanal y fue el trigésimo álbum más exitoso del 2019 en el país. También obtuvo un disco de oro certificando 40 mil unidades vendidas.

### Reconocimientos
| Realizado por        | Título                                           | Posición | Ref.   |
| -------------------- | ------------------------------------------------ | -------- | ------ |
| Billboard            | Los 50 mejores álbumes del 2019                  | 4        | [ 3 ]  |
| Billboard            | Los 100 mejores álbumes de los años 2010         | 65       | [ 4 ]  |
| Consequence of Sound | Los 50 mejores álbumes del 2019                  | 7        | [ 17 ] |
| Entertainment Weekly | Los mejores álbumes del 2019                     | 3        | [ 18 ] |
| GQ                   | Los álbumes que hicieron genial de nuevo al 2019 | 6        | [ 19 ] |
| The Guardian         | Los 50 mejores álbumes del 2019                  | 28       | [ 20 ] |
| NME                  | Los 50 mejores álbumes del 2019                  | 16       | [ 21 ] |
| Rolling Stone        | Los 50 mejores álbumes del 2019                  | 6        | [ 5 ]  |
| Rolling Stone        | The 200 Best Albums of the 2010s                 | 69       | [ 6 ]  |

## Lista de canciones
- Edición estándar

| Cuz I Love You |                                       |                                                                                                   |          |  |
| N.º            | Título                                | Escritor(es)                                                                                      | Duración |  |
| 1.             | «Cuz I Love You»                      | Lizzo, Sam Harris, Casey Harris, Adam Levin, Russ Flynn                                           | 3:00     |  |
| 2.             | «Like a Girl»                         | Lizzo, Warren Felder, Sean Douglas                                                                | 3:05     |  |
| 3.             | «Juice»                               | Lizzo, Eric Frederic, Theron Thomas, Sam Sumser, Sean Small                                       | 3:15     |  |
| 4.             | «Soulmate»                            | Lizzo, Felder, Douglas                                                                            | 2:55     |  |
| 5.             | «Jerome»                              | Lizzo, S. Harris, C. Harris, Levin                                                                | 3:52     |  |
| 6.             | «Crybaby»                             | Lizzo, Frederic, Thomas, Mercureau                                                                | 2:56     |  |
| 7.             | «Tempo» (con Missy Elliott)           | Lizzo, Dan Farber, Frederic, Tobias Wincorn, Thomas, Raymond Scott, Antonio Cuna, Melissa Elliott | 2:55     |  |
| 8.             | «Exactly How I Feel» (con Gucci Mane) | Lizzo, Thomas, Mike Sabath, Gucci Mane                                                            | 2:23     |  |
| 9.             | «Batter in Color»                     | Lizzo, Felder, Michael Pollack, Trevor Brown, William ZaireSimmons                                | 2:13     |  |
| 10.            | «Heaven Help Me»                      | Lizzo, C. Harris, S. HarrisLevin                                                                  | 3:22     |  |
| 11.            | «Lingerie»                            | Lizzo, Frederic, Mercereau, Thomas                                                                | 3:22     |  |
| 33:18          |                                       |                                                                                                   |          |  |

- Edición de lujo

| Cuz I Love You (Deluxe) |               | |          |  |
| N.º                     | Título        | Escritor(es) | Duración |  |
| 12.                     | «Boys»        | Lizzo, Lil Aaron, Mercereau, Frederic                                                                                 | 2:53     |  |
| 13.                     | «Truth Hurts» | Lizzo, Frederic, Amina Patrice Bogle-Barriteau, Jesse Saint John, Steven Cheung, Mina Lioness                         | 2:53     |  |
| 14.                     | «Water Me»    | Lizzo, Frederic, Clarence Coffee Jr., E. Kidd Bogart, Farhad Samdzada, Morris Wittenberg, Nneka Lucia Egbuna, Wincorn | 3:06     |  |
| 42:10                   |               | |          |  |

- Edición de súper lujo

| Cuz I Love You (Super Deluxe) |                                    |                                |          |  |
| N.º                           | Título                             | Escritor(es)                   | Duración |  |
| 15.                           | «Good as Hell»                     | Lizzo, Frederic                | 2:39     |  |
| 16.                           | «Good as Hell» (con Ariana Grande) | Lizzo, Frederic, Ariana Grande | 2:53     |  |
| 47:18                         |                                    |                                |          |  |

## Posicionamiento en listas

### Semanales
| Australia         | Australian Albums Chart  | 19  |
| Bélgica (Flandes) | Ultratop 200 Albums      | 92  |
| Bélgica (Valonia) | Ultratop 200 Albums      | 164 |
| Canadá            | Canadian Albums          | 7   |
| Escocia           | Scottish Albums Chart    | 46  |
| Estados Unidos    | Billboard 200            | 4   |
| Francia           | French Albums Chart      | 76  |
| Irlanda           | Irish Albums Chart       | 21  |
| Nueva Zelanda     | New Zealand Albums Chart | 31  |
| Reino Unido       | UK Albums Chart          | 40  |
| Suiza             | Swiss Albums Chart       | 75  |

### Anuales
| Canadá         | Canadian Albums | 30 |
| Estados Unidos | Billboard 200   | 20 |

| Australia         | Australian Albums Chart | 59  |
| Bélgica (Flandes) | Ultratop 200 Albums     | 152 |
| Canadá            | Canadian Albums         | 33  |
| Estados Unidos    | Billboard 200           | 41  |

### Certificaciones
| Territorio     | Organismo certificador | Certificación | Ventas certificadas | Ref.   |
| -------------- | ---------------------- | ------------- | ------------------- | ------ |
| Brasil         | ABPD                   | Oro           | 20 000              | [ 35 ] |
| Canadá         | CRIA                   | Oro           | 40 000              | [ 16 ] |
| Estados Unidos | RIAA                   | Platino       | 1 000               | [ 10 ] |
| Reino Unido    | BPI                    | Plata         | 60 000              | [ 36 ] |

## Premios y nominaciones
| Año  | Premiación              | Categoría                        | Resultado | Ref.   |
| ---- | ----------------------- | -------------------------------- | --------- | ------ |
| 2019 | BET Hip Hop Awards      | Álbum del Año                    | Nominado  | [ 37 ] |
| 2019 | Soul Train Music Awards | Álbum del Año                    | Ganador   | [ 7 ]  |
| 2020 | Grammy Awards           | Mejor Álbum Urbano Contemporáneo | Ganador   | [ 8 ]  |
| 2020 | Grammy Awards           | Álbum del año                    | Nominado  | [ 8 ]  |
| 2020 | NAACP Image Awards      | Álbum del Año                    | Nominado  | [ 38 ] |